# Comuna de Chmielno
Chmielno (polaco: Gmina Chmielno) é uma gminy (comuna) na Polónia, na voivodia de Pomerânia e no condado de Kartuski. A sede do condado é a cidade de Chmielno.
De acordo com os censos de 2004, a comuna tem 6381 habitantes, com uma densidade 80,6 hab/km².

## Área
Estende-se por uma área de 79,18 km², incluindo:
- área agricola: 60%
- área florestal: 13%

## Demografia
Dados de 30 de Junho 2004:
|                      | Total   | Total | Mulheres | Mulheres | Homens  | Homens |
| -------------------- | ------- | ----- | -------- | -------- | ------- | ------ |
|                      | pessoas | %     | pessoas  | %        | pessoas | %      |
| População            | 6381    | 100   | 3148     | 49,3     | 3233    | 50,7   |
| Densidade (pop./km²) | 80,6    | 100   | 39,8     | 39,8     | 40,8    | 40,8   |

De acordo com dados de 2005, o rendimento médio per capita ascendia a 1977,45 zł.

## Comunas vizinhas
- Kartuzy, Sierakowice, Stężyca